# Der Kuss (Klimt)
Der Kuss, ursprünglicher Titel Das Liebespaar, ist eines der bedeutenden Werke von Gustav Klimt und ebenso der Malerei des Jugendstils. Es gilt zudem als das bekannteste Gemälde des Malers, da es durch Reproduktionen in vielerlei Form weit verbreitet wurde. Klimt malte das Bild in der ersten Jahreshälfte 1908 und vollendete es 1909, einer Zeit, die als Klimts goldene Phase bezeichnet wird und aus der seine populärsten Arbeiten stammen. Es wurde in der Kunstschau Wien 1908 vom damaligen kaiserlich-königlichen Ministerium für Kultus und Unterricht (Minister war Gustav Marchet) für die hohe Summe von 25.000 Kronen erworben und an die 1903 im Sommerschloss des Prinzen Eugen von Savoyen am Rennweg eingerichtete Moderne Galerie (heute Österreichische Galerie Belvedere) übergeben, wo es bis heute ausgestellt wird. Im Nachtrag zum Katalog von 1909 wurde dem Gemälde erstmals der Titel Der Kuß (originale Schreibweise) zugeschrieben.

## Beschreibung
Das quadratische Gemälde ist mit Öl auf Leinwand gemalt und mit 180 × 180 Zentimetern von beachtlicher Größe. Seine vorherrschende Materialwirkung ist die der Goldfarbe.

## Hintergrund
Das Werk gehört in eine Phase von Klimts Schaffen, welche die „Goldene Periode“ genannt wird, weil der Künstler in dieser Zeit besonders ausgeprägt von Goldfarben Gebrauch machte. Die Popularität der Bilder jener Zeit mag mit der Verwendung der Goldbronze zusammenhängen. Diese ruft magische, religiöse Assoziationen ebenso hervor, wie solche von schierem materiellen Wert, von Kostbarkeit. Vorbilder sind in der byzantinischen Malerei zu finden, die Klimt bei einer Reise in Ravenna (San Vitale) studierte.
Kunstgeschichtlich fällt das Werk in die Zeit des Jugendstils, der in Österreich durch die Wiener Secession eine besondere Prägung gefunden hatte, die maßgeblich von Klimt beeinflusst war. Dessen kunsthandwerkliche Ausbildung fand Eingang in die Stilelemente der dekorativen Malerei; Natursymbole, schmückende Linien, florale und geometrische Formen wurden zum eigenständigen Ausdruck und richteten sich gegen die als starr empfundene historisierende Kunstauffassung. Gesellschaftsgeschichtlich war es die Zeit der Belle Époque, in der im europäischen Raum das Bürgertum zu Freiheit und Reichtum gelangte, mit der Industrialisierung allerdings auch eine kulturelle Verarmung befürchtet wurde. In diese als materialistisch bezeichnete Gesellschaft transportierte Gustav Klimt „das Pathos einer hochqualifizierten Ornamentik, deren Pracht das eigentlich tragende Element seines Idealismus bildete“.

## Deutungen

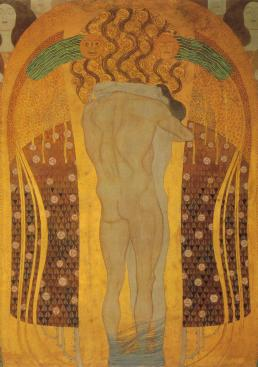
Detail aus dem Beethovenfries: Dieser Kuss der ganzen Welt

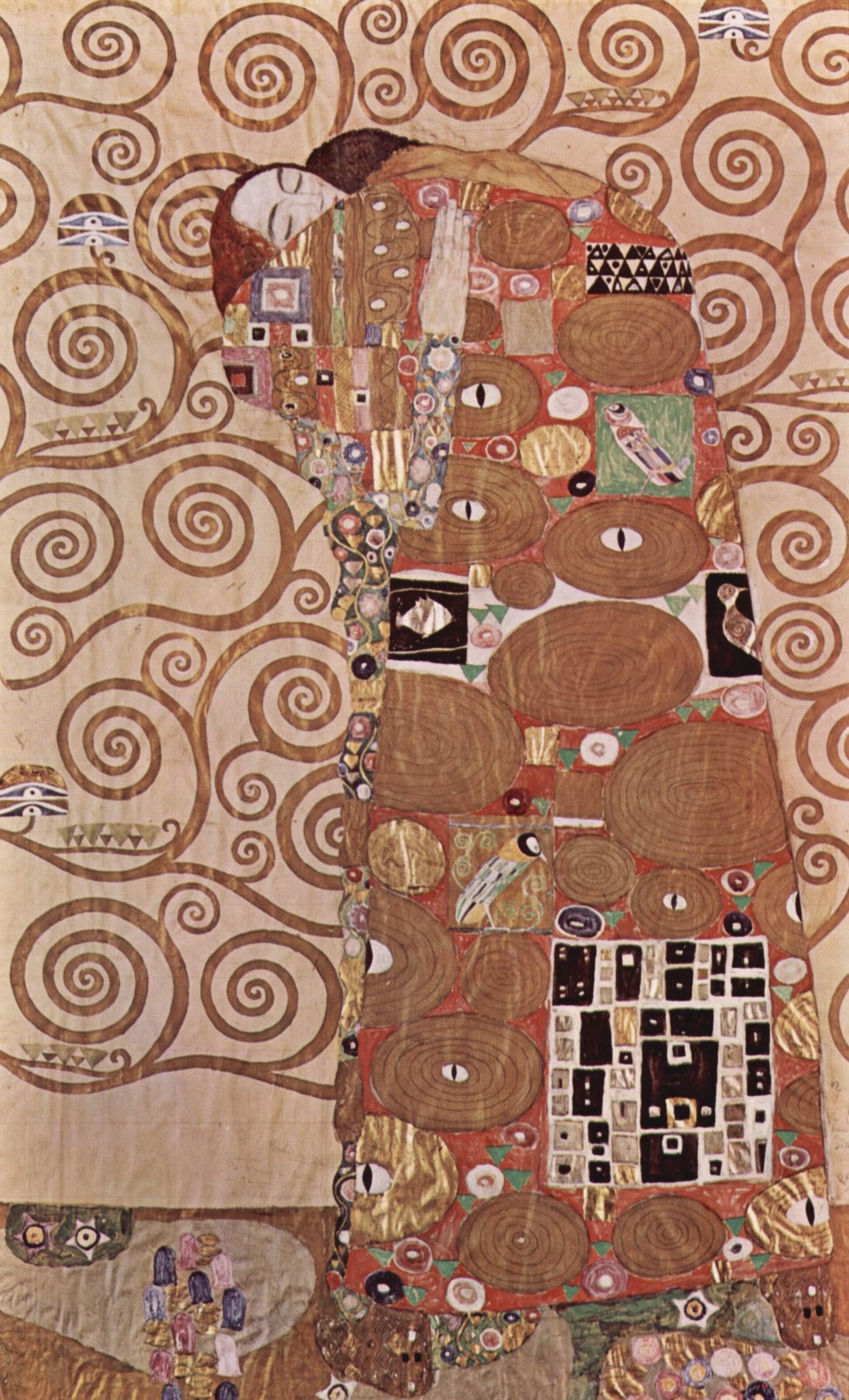
Werkvorlage zum Stoclet-Fries: Die Erfüllung

Verglichen mit seiner Popularität hat dieses Gemälde zwar viele Spekulationen hervorgerufen, doch verhältnismäßig wenig eigenständige Rezeption in der Kunstgeschichte gefunden. Die Vorstellung, dass das Paar Klimt selbst und seine Lebensgefährtin Emilie Flöge verkörpere, wird insbesondere durch den Roman Der gemalte Kuss von Elizabeth Hickey transportiert, auch wenn die Autorin letztendlich darstellt, dass es sich bei dem Bildnis um eine Allegorie der Liebe handelt.
Der Kuss wird jedoch in vielgestaltigen Auseinandersetzungen, Beschreibungen und Essays zum Wiener Jugendstil im Allgemeinen, zu Klimts Idealismus, seiner ornamentischen Arbeit und seinem Frauenbild im Besonderen herangezogen. In den Jahren ab 1907, die biografisch als Klimts Reifezeit gesehen wird, entstehen zudem eine Vielzahl von Frauenbildnissen mit der ihm eigenen Prägung:  „vibrierende raffinierte Sinnlichkeit wird in die unerbittliche Strenge eines feierlichen Flächstils gebändigt“. So strahlt dieses Bild vordergründig mit der dargestellten Sinnlichkeit, umfangen von den vorherrschenden Goldtönen, die Glorifizierung der Liebe von Mann und Frau aus. Das Paar scheint verschmolzen und ist von göttlichem Glanz umgeben, der durch seine spiralhafte Bearbeitung Unendlichkeit andeutet: Die Liebe ist unvergänglich. Die Spannung in der Darstellung entsteht durch den Widerspruch: Ihre Verschmelzung findet vor einem Abgrund statt, der die Endlichkeit allen Seins darstellen könnte.
Der Kulturwissenschaftler Jost Hermand hat in seinen Studien zur Jahrhundertwende (des 19. zum 20. Jahrhundert) die Grundidee des Motivs dergestalt beschrieben, dass sich die Kostbarkeit und der glanzvolle Schein, der von dem Gold ausgeht, auf das Engste mit dem Inhalt des Bildes verbindet und die beiden ineinander versunkenen Menschen in einer goldenen Aura entrückt, vereinigt und von der Umwelt abgeschieden werden. Hier würde, ganz im Sinne der Ideologie des Jugendstils, das Paar in einem „ganzheitlichen Erlebenisakt“ geschildert, als etwas „Allheitliches, Kosmogonisches und Naturverbundenes“. Den sinnlichen Aspekt aufgreifend hat der Kunsthistoriker Werner Hofmann festgestellt, Klimt habe die uralte Spannung zwischen Mann und Weib den Körpern entzogen und in die Ornamente ihrer Gewänder verlagert, in dem Gegensatz rechteckiger und runder Muster werden Trieb und Verlangen so „zu einem ornamentalen Kontrastprogramm verschlüsselt“.
In seiner Interpretation des Bildes nimmt der Kunsthistoriker und Universalgelehrte Gottfried Fliedl die Gedanken von Hermand und Hofmann auf und stellt fest, dass in Klimts Paardarstellungen kaum der „kommunikative Aspekt der Liebe“ Berücksichtigung findet. Seine Paare sind nicht durch gestische Aktivität miteinander verbunden, sondern entstehen in einer Ambivalenz, die einerseits das Glück der erotischen Vereinigung beschwört, andererseits sowohl die Identität der Personen auflöst und die Geschlechter durch die Ornamentik in Frage stellt. Fliedl stellt dabei das Gemälde Der Kuss in eine Entwicklungsreihe mit anderen Werken Klimts.
Bereits in den Fakultätsbildern (1895–1903) setzte der Künstler dem rationalen Fortschrittsglauben des österreichischen Bürgertums die Darstellung einer „in sich kreisenden, blinden Natur“ entgegen. Mit dem Beethovenfries (1902) führte er eine fundamentale Auseinandersetzung um die männliche Identität, die den Angriffen feindlicher Mächte ausgesetzt ist, und in dem Schlussbild Die Sehnsucht nach Glück findet Stillung in der Poesie durch den Kuss einer Frau erlöst wird. Es stellt den Traum einer Symbiose des erotischen Menschen mit der Natur dar, doch zugleich zeigt es eine seltsam starre und reglose Verschmelzung des Paars.
Der Kuss führt die starre Verschmelzung fort, die abstrakten Ornamente heben die Körperlichkeit auf und spielen mit der geschlechtlichen Symbolik, und doch wird die Anerkennung der Geschlechtertrennung nicht aufrechterhalten. In der Darstellung wird die Frau in kniender Haltung dem Prinzip der Männlichkeit unterworfen und gleichsam eingeschrieben in das phallische Symbol der das Paar umgebenden Gloriole.
In dem Stoclet-Fries (1911) ist das Paar mit dem Detail Die Erfüllung fortgeschrieben, nunmehr gänzlich sich selbst überlassen, die Differenzierung ist aufgegeben, und die beiden Geschlechter werden in einer Figur symbolisiert. Der Mensch wird zum kunsthandwerklich-architektonischen Objekt, „die Herrschaft des Menschen über die Natur ist in die Herrschaft der Dinge über den Menschen umgeschlagen“.
Die große Popularität des Gemäldes Der Kuss erklärt sich vermutlich dadurch, dass es eine Projektionsfläche für die vielfältigen Vorstellungen von unendlicher Liebe und erotischem Glück bietet, eingebettet in die faszinierende Aura des Goldes.

## NFTs
Im Februar 2022 bot das Wiener Museum Belvedere zehntausend Teilstücke vom Kuss von Gustav Klimt als NFTs für je 1850 Euro an. Bis zum 14. Februar 2022 wurden 1.730 NFT-Unikate verkauft und damit rund 3,2 Millionen Euro eingenommen. Anfang 2023 lagen die Handelspreise für einzelne Puzzlestücke hingehen nur noch zwischen 400 und 600 Euro.

## Roman
- Elizabeth Hickey: Der gemalte Kuss. Bloomsbury Berlin Verlag, Berlin 2005, ISBN 3-8270-0627-9.